# Geobacter
Geobacter – bakteria beztlenowa należąca do grupy Proteobacteria, żyjąca w osadach, mułach i ściekach.
Po raz pierwszy wyizolował ją Derek Lovley w 1987 roku z osadów rzeki Potomak w Waszyngtonie. Naukowcy zainteresowali się bakterią ze względu na jej umiejętność wykorzystywania żelaza do procesu oddychania komórkowego, oraz jej umiejętności do przenoszenia elektronów, a przez to do wytwarzania prądu elektrycznego. Pierwsze badania drobnoustroju dotyczyły wykorzystania jego zdolności do odkażania gleby oraz do biologicznej naprawy wody gruntowej zanieczyszczonej ropą naftową lub toksycznymi metalami. Bakteria wykazuje również umiejętność wiązania uranu z otaczającego środowiska.